# Ogyris amaryllis
Ogyris amaryllis är en fjäril som beskrevs 1862 av William Chapman Hewitson. Arten ingår i släktet Ogyris och familjen juvelvingar, och förekommer i Australien.
Dess vingspann är 35 mm. Larverna lever på arter av Amyema, inklusive A. bifurcata, A. cambagei, A. congener, A. fitzgeraldii, A. linophyllum, A. lucasii, A. mackayensis, A. maidenii, A. melaleucae, A. miquelii, A. miraculosum, A. pendula, A. preissii, A. quandang, A. sanguinea och A. thalassium.

## Underarter
- O. a. amaryllis  – förekommer i New South Wales, från Brisbane till Tuggerah
- O. a. amata Waterhouse, 1934 – förekommer i området kring Canberra
- O. a. hewitsoni (Waterhouse, 1902) – förekommer från Cairns till Maryborough
- O. a. meridionalis Bethune-Baker, 1905 – förekommer i östra och västra Australien
- O. a. parsonsis Angel, 1951 – förekommer i centrala Australien

## Bildgalleri

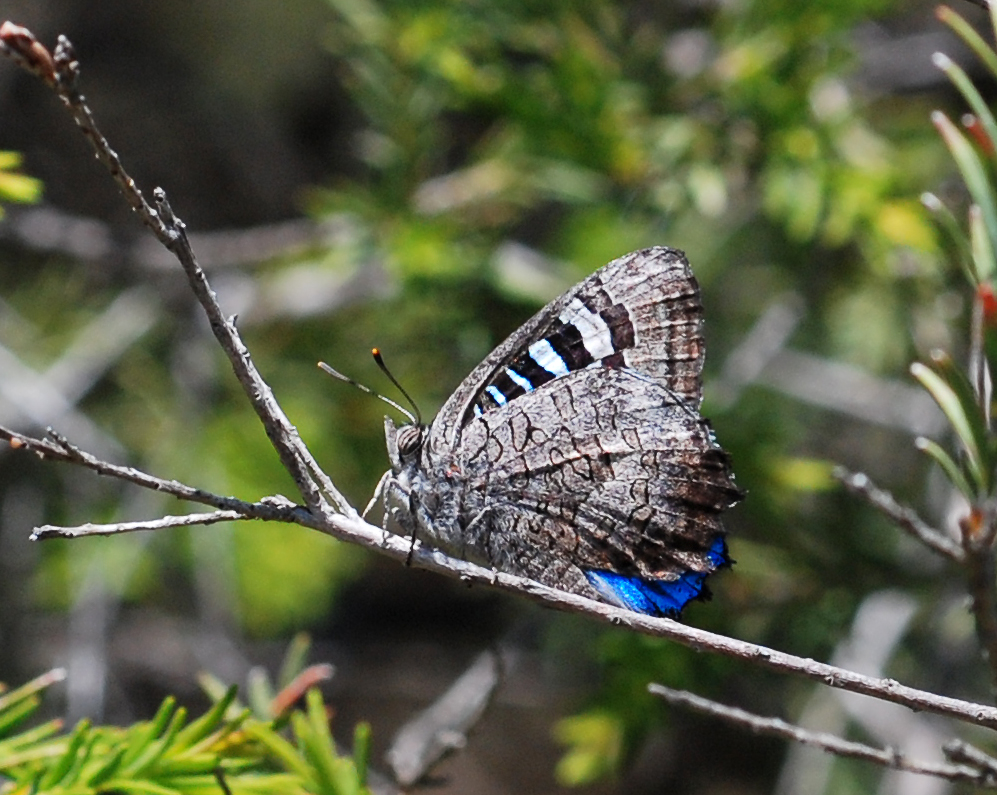
Ogyris amaryllis på Melaleuca teretifolia.
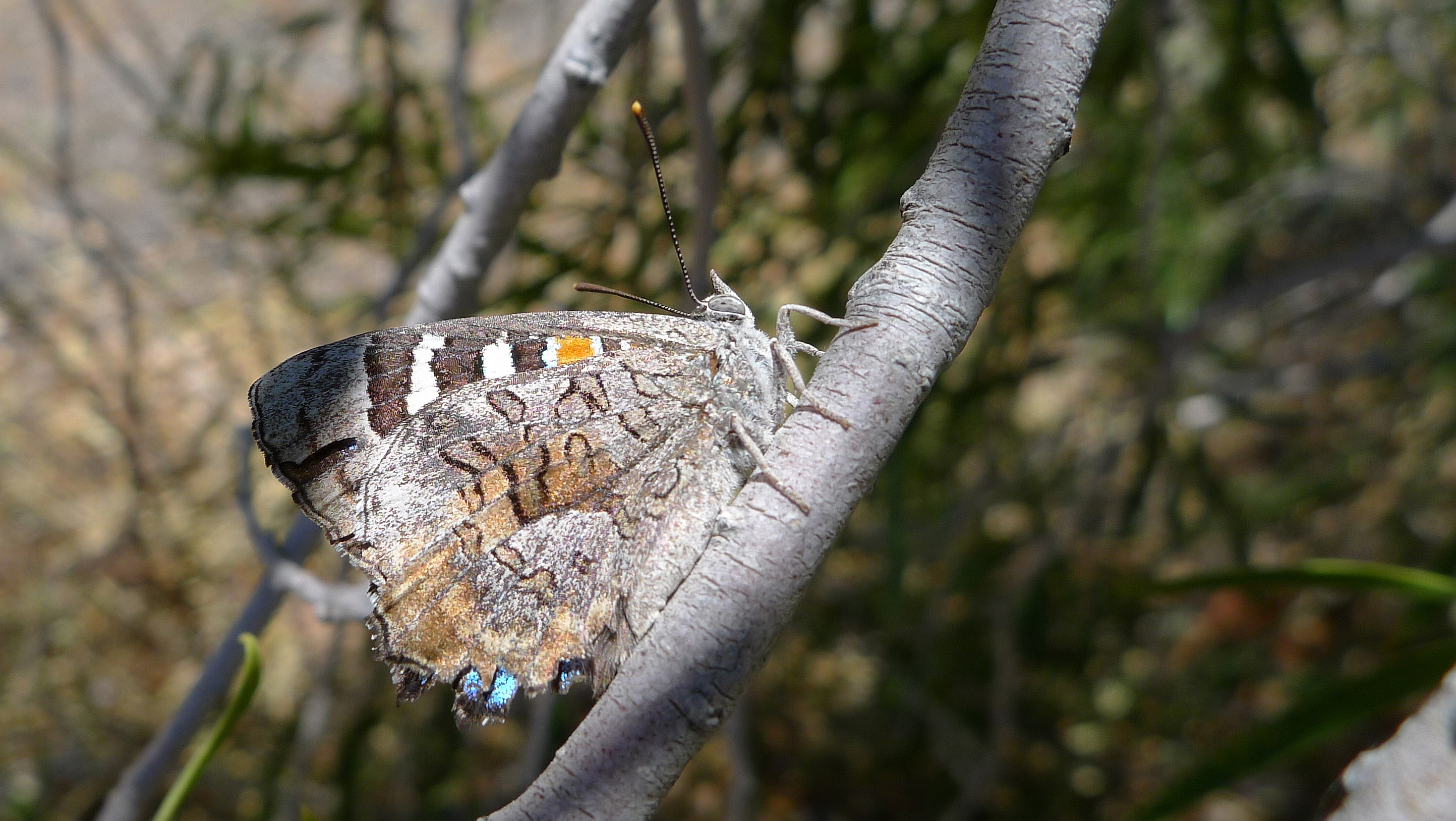
Ogyris amaryllis på Pittosporum angustifolium, i Living Desert State Park, Broken Hill.
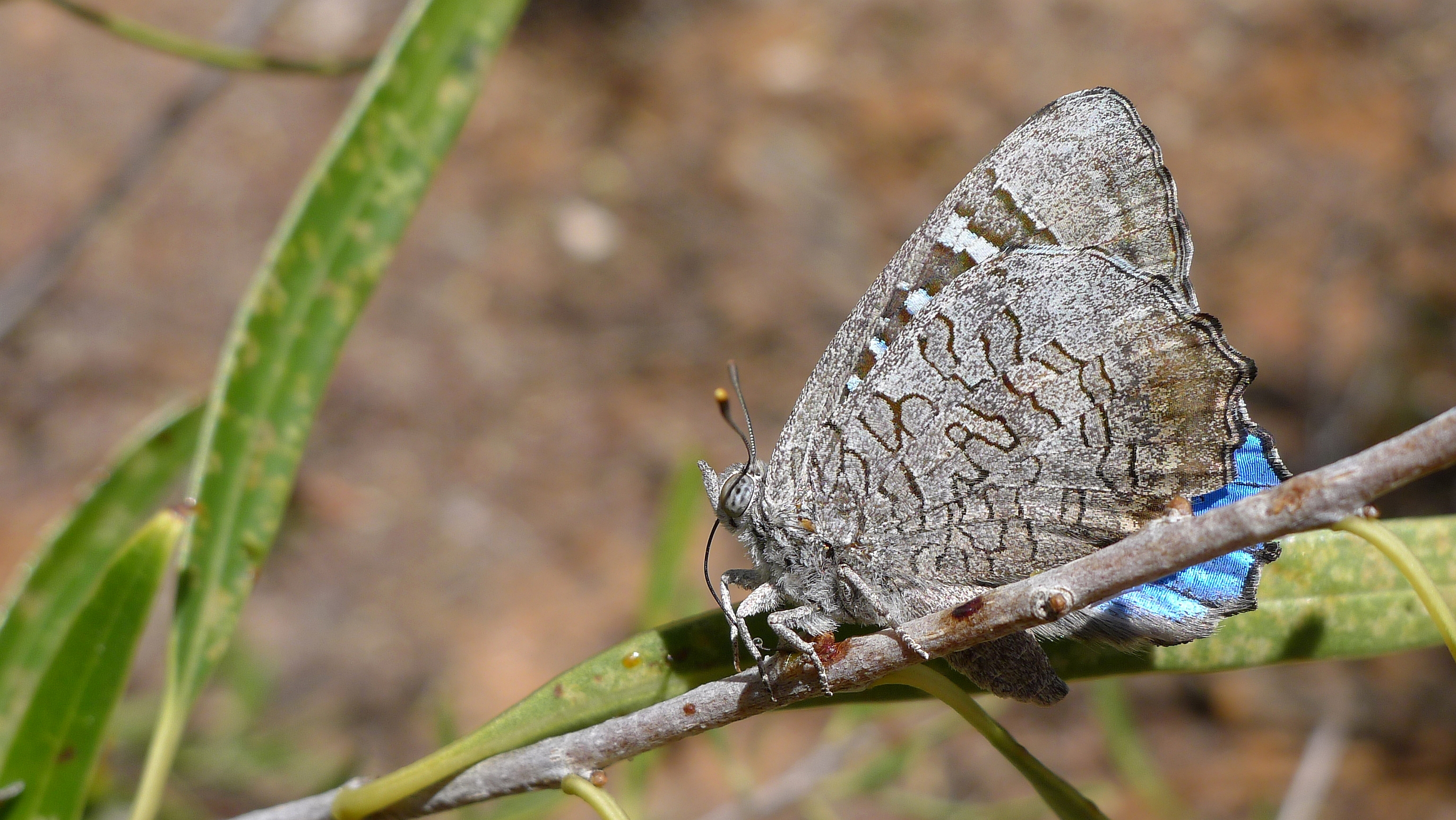
Ogyris amaryllis på Pittosporum angustifolium, i Living Desert State Park, Broken Hill